# Google Moon
Google Moon là một dịch vụ tương tự Google Maps cho thấy các hình vệ tinh chụp bề mặt Mặt Trăng. Được Google đưa vào hoạt động từ ngày 20 tháng 7 năm 2005, dịp kỷ niệm 36 năm chiếc Apollo 11 đáp lên Mặt Trăng. Những hình ảnh chụp được có đánh dấu vị trí đáp xuống làm nhiệm vụ của mỗi chiếc Apollo, đồng thời cung cấp thêm thông tin khi người dùng phóng to hình lên.